# Pёtr Ten
Pёtr Alekseevič Ten (in russo Пётр Алексеевич Тен?; Mosca, 12 luglio 1992) è un calciatore russo, difensore del Medialiga.

## Carriera

### Club
Ha giocato nella prima divisione dei campionati russo, bielorusso ed armeno.

### Nazionale
Ha giocato nelle nazionali giovanili russe Under-17, Under-18, Under-19 ed Under-21.

## Palmarès

### Club

#### Competizioni nazionali
- Coppa di Russia: 2

CSKA Mosca: 2010-2011, 2012-2013
- Campionato russo: 1

CSKA Mosca: 2012-2013